# Список найбільших компаній Туреччини
Список найбільших компаній Туреччини складений на основі рейтингу Forbes Global 2000. Станом на 2013 рік найбільшими компаніями були:
| Назва компанії                              | Сфера діяльності | Оборот (млрд дол.) | Активи (млрд дол.) | Число співробітників (тис. осіб) | Штаб-квартира |
| ------------------------------------------- | --- | ------------------ | ------------------ | -------------------------------- | ------------- |
| Koç Holding                                 | Приватний конгломерат (автомобілі, побутова техніка, продукти, роздрібна торгівля, енергетика, фінансові послуги, туризм, будівництво, інформаційні технології)  | 47,1               | 61,1               | 81,0                             | Стамбул       |
| Türkiye İş Bankası                          | Фінансові послуги | 12,4               | 112,7              | 26,0                             | Стамбул       |
| Garanti Bank                                | Фінансові послуги (спільне підприємство Doğuş Holding і Banco Bilbao Vizcaya Argentaria)                                                                         | 9,8                | 99,2               | 17,2                             | Стамбул       |
| Akbank                                      | Фінансові послуги (спільне підприємство Sabanci Holding і Citigroup)                                                                                             | 8,2                | 91,6               | 16,5                             | Стамбул       |
| Sabanci Holding (Hacı Ömer Sabancı Holding) | Приватний конгломерат (фінансові послуги, страхування, шини, цемент, роздрібна торгівля, енергетика, туризм, інформаційні технології, телекомунікації, сигарети) | 14,6               | 98,3               | 57,4                             | Стамбул       |
| Halkbank (Halk Bankası)                     | Фінансові послуги | 6,2                | 61,0               | 15,0                             | Анкара        |
| VakifBank (Türkiye Vakıflar Bankası)        | Фінансові послуги | 6,3                | 60,6               | 12,2                             | Стамбул       |
| Turk Telekom                                | Телекомунікації (спільне підприємство Saudi Oger і Скарбниці Туреччини)                                                                                          | 7,1                | 9,5                | 37,5                             | Анкара        |
| Turkcell                                    | Телекомунікації (спільне підприємство Çukurova Holding і TeliaSonera)                                                                                            | 5,9                | 10,5               | 13,9                             | Стамбул       |
| Turkish Airlines (Türk Hava Yolları)        | Авіаперевезення | 8,3                | 10,5               | 19,1                             | Стамбул       |
| Enka                                        | Будівництво, нерухомість, роздрібна торгівля, енергетика | 5,7                | 8,2                | 21,3                             | Стамбул       |
| Anadolu Efes                                | Пиво, прохолодні напої, соки, солод, скляна тара | 3,6                | 6,5                | 19,0                             | Стамбул       |
| BIM Birlesik Magazalar (Birleşik Mağazalar) | Роздрібна торгівля | 5,5                | 1,2                | 20,9                             | Стамбул       |
| Ford Otosan                                 | Автомобілі, автокомплектуючих (спільне підприємство Koç Holding і Ford)                                                                                          | 5,5                | 2,6                | 6,6                              | Ізміт         |